# Pidurutalagala
Le Pidurutalagala ou mont Pedro est une montagne du Sri Lanka et le point culminant du pays. Elle se situe près de la ville de Nuwara Eliya. Sommet ultra-proéminent, son altitude est de 2 524 mètres.